# Viborg (Dakota del Sur)
Viborg es una ciudad ubicada en el condado de Turner en el estado estadounidense de Dakota del Sur. En el Censo de 2010 tenía una población de 782 habitantes y una densidad poblacional de 752,95 personas por km².

## Geografía
Viborg se encuentra ubicada en las coordenadas 43°10′17″N 97°4′48″O / 43.17139, -97.08000. Según la Oficina del Censo de los Estados Unidos, Viborg tiene una superficie total de 1.04 km², de la cual 1.04 km² corresponden a tierra firme y (0%) 0 km² es agua.

## Demografía
Según el censo de 2010, había 782 personas residiendo en Viborg. La densidad de población era de 752,95 hab./km². De los 782 habitantes, Viborg estaba compuesto por el 98.59% blancos, el 0% eran afroamericanos, el 0.77% eran amerindios, el 0% eran asiáticos, el 0% eran isleños del Pacífico, el 0% eran de otras razas y el 0.64% pertenecían a dos o más razas. Del total de la población el 0.64% eran hispanos o latinos de cualquier raza.